# August Hermann

Porträt von August Hermann (um 1898)

Friedrich August Wilhelm Theodor Hermann (* 14. September 1835 in Lehre; † 20. Februar 1906 in Braunschweig) war ein deutscher Lehrer, Turninspektor und plattdeutscher Dichter. Er führte zusammen mit Konrad Koch 1874 das Fußballspiel in Deutschland ein und begründete 1896 in Anlehnung an Basketball das Korbballspiel.

## Leben
August Hermann wuchs in Lehre bei Braunschweig auf und wurde Lehrer. Während seiner Vorbereitungszeit in Wolfenbüttel lernte er die Turngemeinde der Großen Schule kennen und wurde ein begeisterter Turner. In Dresden absolvierte der Bürgerschullehrer August Hermann eine Zusatzausbildung als Turnlehrer. Er gab zunächst Turnunterricht an mehreren Privatschulen und engagierte sich im Braunschweiger Männerturnverein. Darüber hinaus baute er eine Turnorganisation über Braunschweigs Grenzen hinaus auf.

### Initiativen für das Turnen

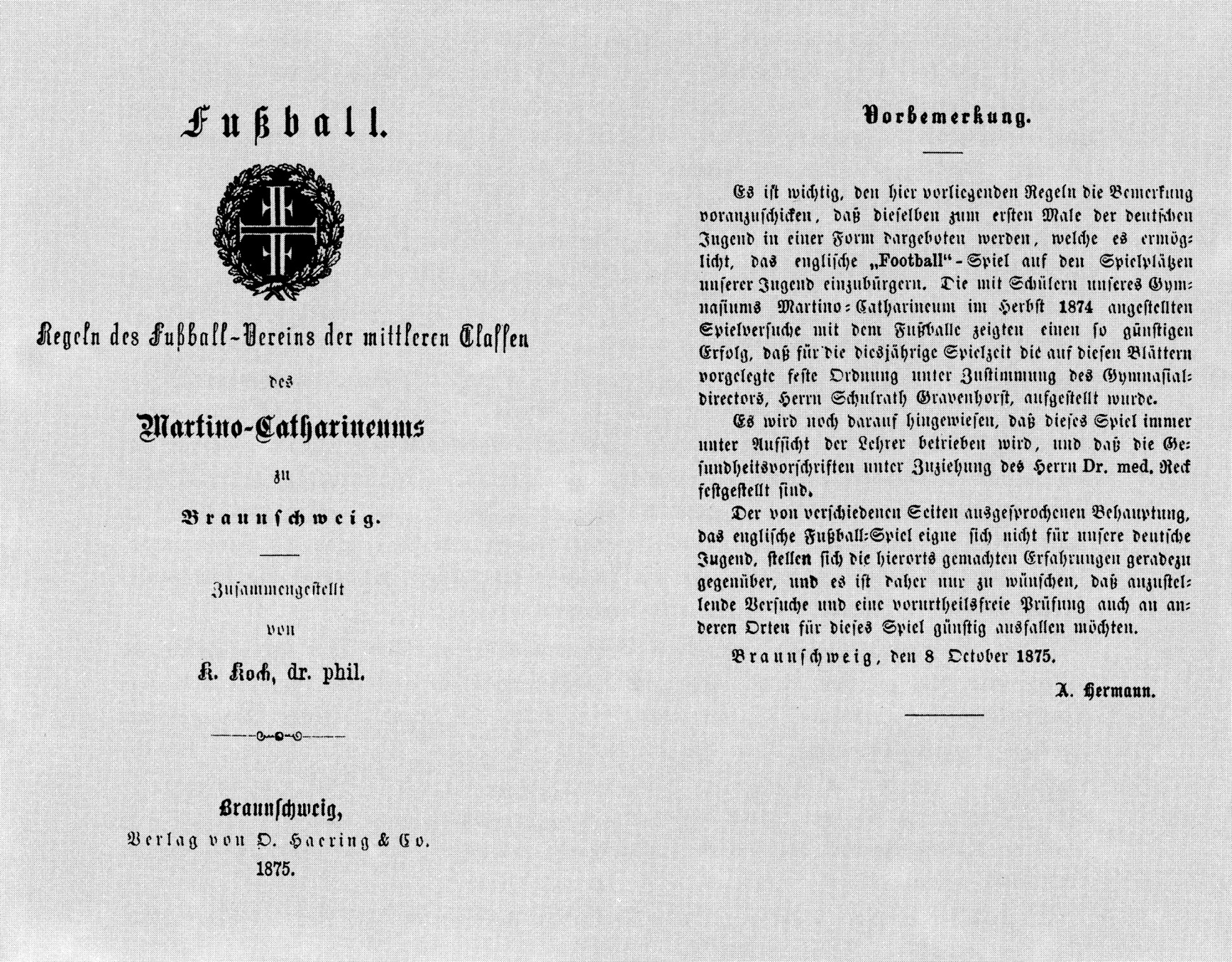
Erste Fußballregeln, 1875 zunächst für das Martino-Katharineum verfasst

Mit seiner Schrift Über die Notwendigkeit der Leibesübungen versuchte er 1862, breite Bevölkerungsschichten für das Turnen zu gewinnen. 1869 wurde August Hermann Lehrer am Gymnasium Martino-Katharineum, nachdem er seit 1864 bereits Unterricht für Freiwillige erteilt hatte. 1873 gründete Hermann einen „Eisbahn-Verein“. 1874 ließ er sich aus England einen Fußball kommen und führte zusammen mit Konrad Koch am Martino-Katharineum erstmals in Deutschland das Fußballspiel ein. 1875 rief er die „Sedan-Wettkämpfe“ mit volkstümlichen Übungen der Schulen und Vereine ins Leben, ein Ereignis, an dem die gesamte Bevölkerung der Stadt Anteil nahm. Er erfand zahlreiche Spiele und führte 1896 unter dem Namen „Korbball“ eine Ableitung des Basketballspiels in Deutschland ein. An den Schlossanstalten in Wolfenbüttel begann er 1884 mit der Turnlehrerinnen-Ausbildung. Sämtliche Schulturnhallen in Braunschweig wurden nach seinen Plänen eingerichtet.
August Hermann ist der „Turnvater“ Braunschweigs. Der bis ins hohe Alter rastlose und aktive Lehrer wurde 1887 zum Turninspektor ernannt. Seine Bemühungen fanden Anerkennung über Braunschweigs Grenzen hinaus: Er war Vorsitzender des 'Deutschen Turnlehrervereins' und gehörte zum Vorstand des 'Zentralausschusses für Volks- und Jugendspiele in Deutschland'. Neben Regelheften für Spiele hat er auch mehrere Bücher herausgegeben.
Für seine Verdienste um den Sport in Niedersachsen wurde er in die Ehrengalerie des niedersächsischen Sports des Niedersächsischen Instituts für Sportgeschichte aufgenommen.

### Poet und Mundartdichter
August Hermann war aber nicht nur Turner, sondern auch Poet und besaß große musische Fähigkeiten. Schon früh entdeckte er sein poetisches Talent. Der Gelegenheitsdichter verfasste Gedichte für Kinder, die auch in Kinderfibeln aufgenommen wurden sowie Festspiele und Theaterstücke für Schulen und Vereine. In geselliger Runde legte er oft Proben seines Humors ab. Anfang der neunziger Jahre gab August Hermann eine Sammlung seiner plattdeutschen Gedichte heraus, die er in dem Büchlein Erenst un Snack. En lüttjen Pack zusammenfasste. Es erschien in immer neuen Auflagen, 1985 erlebte es die 12. Auflage.
Herrmann gehörte auch dem Harzklub an und hat den Brocken 75 Mal bestiegen. Mit seinen zahlreichen Brockenliedern trug er stets zur Geselligkeit bei.

### Freund Wilhelm Raabes
Gemeinsam mit Wilhelm Raabe gehörte er der „Buerschaft von Kreyenfelde“ an. Hier wurde er als „Käpelbuer“ aufgenommen. 1882 gründeten mehrere Familienväter, darunter Wilhelm Raabe, einen „Familientanz- und Vergnügungsklub“, den sie „Drei-R-Klub“ nannten. August Hermann fiel die Rolle des Vergnügungsmeisters zu. Wilhelm Raabe und August Herrmann waren auch Mitglied des Künstlerklubs „Feuchter Pinsel“. Hermann war der Barde des „FP“, wie sich der Künstlerklub später nannte. Seine Lieder erschienen 1899 gedruckt. Mit Wilhelm Raabe war August Hermann bis an sein Lebensende verbunden. Ab 1898 gehörte er zu den regelmäßigen Gästen am Stammtisch Raabes in Herbsts Weinstube. Darüber hinaus gehörte er wie Wilhelm Raabe und viele andere Honoratioren der Stadt der geselligen Vereinigung der Ehrlichen Kleiderseller zu Braunschweig an.
August Hermann war im 19. Jahrhundert eine stadtbekannte und volkstümliche Persönlichkeit.

## Werke
- Ueber die Nothwendigkeit der Leibesübungen für die Jugend. Ein Wort an Aeltern und Freunde der Jugend für die Einführung des Turnunterrichts in die Schulen unseres Landes. Grüneberg, Braunschweig 1864.
- 20 Reigen für das Schulturnen, Berlin 1887
- Erenst un Snack. En lüttjen Pack. Plattdeutsche Gedichte in niedersächsischer Mundart. Wagner, Braunschweig 1895; Neuauflage Pfankuch, 1959, DNB 451970284.
- Fest im Takt. Leichte Tonstücke, Sing- und Tanzweisen zum Gebrauch beim Turnunterricht. Berlin 1895.
- Dei Mumme-Prowe. Limbach, Braunschweig 1898.
- Die ersten fünfundzwanzig Jahre des Braunschweiger Eisbahn-Vereins 1873 - 1898. Festschrift vom Vorsitzenden des Vereins August Hermann, Turninspektor. Hof-Buchdruckerei von Julius Krampe, Braunschweig, 1898, 108 S. + 6 Tafeln.
- Das Sedanfest in Braunschweig. Voigtländer, Leipzig 1899.
- Handbuch der Bewegungsspiele für Mädchen. Teubner, Leipzig 1905.

## Ehrung
In Erinnerung an ihn wurde der August-Hermann-Sportpark des FC Schunter und VfL Lehre nach ihm benannt.